# Malate de sodium
Le malate de sodium est un composé chimique utilisé comme additif alimentaire, avec le numéro E350, notamment dans les confiseries.
Il s'agit du sel sodium de l'acide malique. Sa formule chimique est Na2(C2H4O(COO)2).